# Contrarrevolución de Córdoba

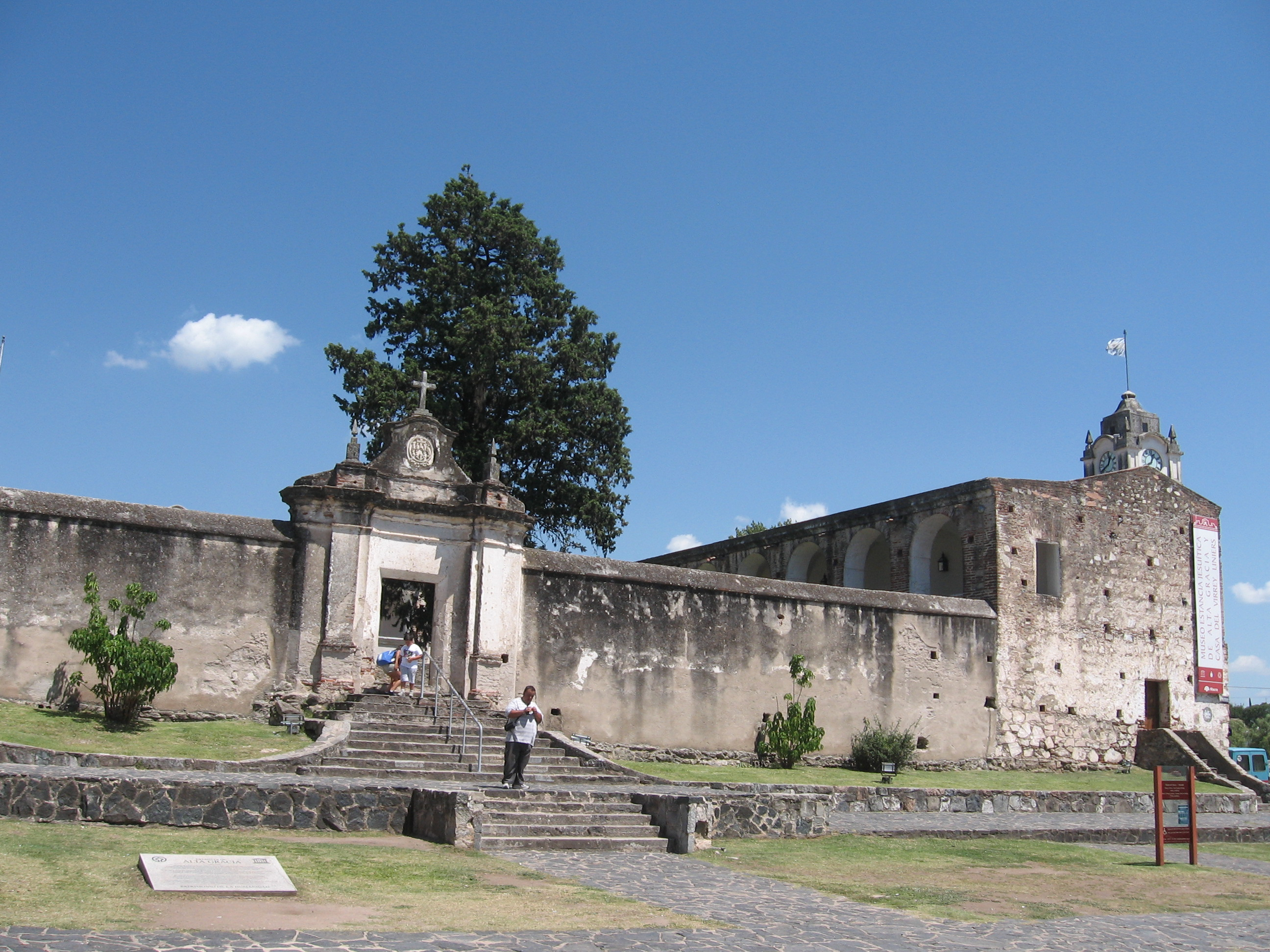
Casa de Santiago de Liniers en su estancia en Córdoba.

La contrarrevolución de Córdoba fue el intento fallido promovido en Córdoba por las autoridades de la intendencia de Córdoba del Tucumán y el exvirrey del Río de la Plata, Santiago de Liniers, quienes se opusieron a la Revolución de Mayo de Buenos Aires y se dedicaron a organizar un ejército para rechazar la expedición auxiliadora militar enviada por la Junta Provisional Gubernativa para hacer reconocer su autoridad en las provincias del interior del virreinato del Río de la Plata y que culminó con el fusilamiento de sus cabecillas y el completo control político y militar de la intendencia de Córdoba del Tucumán.

## La elite cordobesa y las reformas borbónicas
El reformismo borbónico comenzó en España en la primera mitad del siglo XVIII. Se trató de transformaciones de orden burocrático, cambios en la composición de la Corte y aparición de nuevos actores sociales en los principales puestos del gobierno. Esto se trasladó a mediados de siglo a las colonias americanas donde las instituciones eclesiásticas y civiles fueron ocupadas con funcionarios de origen vasco-navarro, riojano, etc. Como parte de este proceso llegaron a América, a partir de la Paz de Aquisgrán (1748), inmigrantes de este origen con importantes vinculaciones sociales y económicas con su lugar de partida.
El periodo más importante de esta nueva política de reformas se produjo durante el reinado de Carlos III (1759-1788) y Carlos IV (1788-1808) cuando se establecieron medidas para mejorar la explotación de las riquezas coloniales y su transferencia a la metrópoli. Para lograrlo, la corona emprendió una tarea de centralización y organización administrativa avanzando sobre el poder de las elites tradicionales americanas enquistadas dentro del aparato del estado. Uno de los instrumentos utilizados fue suprimir los cargos venales, es decir, la posibilidad de comprar los cargos para obtener beneficios económicos y sociales, método que las elites locales habían utilizado como recurso para unir sus intereses económicos con sus intereses políticos. En su reemplazo aparecieron funcionarios provenientes de la península, sin vínculos con los intereses locales, afines a los nuevos proyectos de la corona y con formación generalmente militar.
En Córdoba, las elites conformadas mediante alianzas de “casas” o “familias”, se dividían en: a) Las que se decían provenir de los conquistadores, entre las cuales estaban los Funes, Juan Antonio de la Bárcena y, b) Las nuevas familias que se habían constituido con los inmigrantes de comienzos del siglo XVIII: los Allende, Mendiolaza, Ascasubi. Con la llegada del gobernador Juan Manuel Fernández Campero (1764-1769) y su claro mandato de reorganizar, ordenar y centralizar el ejercicio del poder, se alteró la importancia relativa que había entre estos dos grupos hasta ese momento y se produjo un cambio en los vínculos de un sector de la elite con el gobierno. La expulsión de los jesuitas en 1767, que se produjo durante ese mandato, provocó una crisis política, económica, social y simbólica dada la vinculación de siglos que éstos tenían con las elites cordobesas de donde provenían muchos de sus miembros. Otro punto de conflicto con el nuevo gobernador 
Campero fue el control de la recaudación de la sisa, el ámbito de su aplicación y el destino de los fondos recolectados. Justamente el cabildo cordobés había eximido del cobro a las mulas y vacas, importantes rubros del comercio de las elites cordobesas y había derivado su uso a otros destinos ajenos a la protección de las fronteras que era para la cual fue creada. El gobernador se alió con los Allende, Mendiolaza, Arrascaeta, Guerrero y sus parientes, socios, allegados y clientela que de esta manera ocuparon los cargos más importantes y obtuvieron privilegios económicos y judiciales. Los Allende fueron acusados a posteriori de corrupción en la administración y remate de los bienes incautados a los jesuitas. Esta alianza profundizó la división existente entre la elite tradicional o “patricios” como se autodenominaban y los recién llegados a quienes aquellos calificaron de “pelucones”.
El Virreinato del Rio de la Plata fue creado en 1776, y en 1783, Córdoba fue convertida en cabecera de la Gobernación Intendencia de Córdoba del Tucumán. Adquirió así mayor relevancia y los contactos con diversas Intendencias permitió que las redes de la élite cordobesa se extendieran a otros espacios geográficos. Debe recordarse también que a la Universidad de Córdoba concurrían los hijos de la elite de distintos lugares del virreinato.
El proceso, por el cual este nuevo sector de la elite buscó consolidar el total reconocimiento social y controlar la administración local, continuó con su alianza con Rafael de Sobremonte, el nuevo gobernador intendente que ocupó el cargo durante trece años, de 1784 a 1807. En 1782, el comerciante Ambrosio Funes, descendiente de una antigua familia cordobesa y hermano del Deán Gregorio Funes, fue nombrado alcalde de segundo voto por su vinculación con la “casa” de los Allende pues estaba casado con la hija del finado general Tomás de Allende y Losa. Junto con él, integraban el cabildo de aquel año, como regidores propietarios, José y Santiago Allende, tíos de su esposa y como alcalde de primer voto, Francisco Antonio Díaz, que era consuegro de otro tío de su señora. Estos vínculos se quebraron ese mismo año cuando Funes encontró culpable del aberrante triple crimen del Corral de Barranco al alcalde provincial Domingo Garay fuertemente ligado a los Allende y que, al ponerlo en prisión, desató contra los Funes una ola de rumores por toda la ciudad, entre otros, de que los Funes eran descendientes de mulatos. 
Esta conducta de la elite cordobesa muestra el amplio margen de ilegalidad que podían ejercer y el accionar corporativo contra los que quisieran salirse de la línea trazada por las “casas”. Debido al temor de Ambrosio Funes, su hermano Gregorio se dirigió al virrey poniendo en su conocimiento la persecución de la que eran víctimas.
Desde ese año y hasta 1797, un año antes de que Sobremonte abandonara el gobierno de Córdoba, Ambrosio Funes no volvió a ocupar cargos concejiles o administrativos de importancia ya que el cargo de juez del Consulado de Buenos Aires le fue otorgado por el virrey. Recién a partir de 1798 comenzó su resistencia a las medidas centralizadoras borbónicas y su primera acción se orientó hacia las finanzas y la enseñanza del colegio Monserrat y la Universidad que estaban a cargo de los frailes franciscanos que suplantaron a los jesuitas y eran partidarios de los Allende. Funes solicitó que esas dos instituciones se pasaran al obispado secular. En general, sus propuestas eran que los cargos estuvieran en manos de criollos y que el cabildo recuperara los derechos y/o privilegios que antes había tenido menguados por la aplicación de la Real Ordenanza de Intendentes.
A partir de 1804, esta lucha puramente local, entre los gobernadores intendentes y sus aliados contra aquellos que después la historiografía llamó “funecistas”, se extendió a otros lugares. El ahora virrey Sobremonte inició una campaña contra los integrantes del cabildo de Buenos Aires a quienes definió como “plebeyos ricos pero despojados de nobleza y amor por la Metrópoli”. Repitió lo que había hecho en Córdoba como gobernador intendente con la diferencia de que el cabildo de Buenos Aires tenía una importancia política y económica muy superior al de Córdoba y que el sector monopolista que encabezaba Martín de Álzaga estaba en su contra por motivos concretos: los permisos de importación extraordinarios que vulneraban el monopolio; las dificultades logísticas con Cádiz debido a la guerra y el débil control del contrabando que introducía en la plaza mercaderías a un precio difícil de competir. Esto facilitó la alianza de Ambrosio Funes con los sectores afines de Buenos Aires y Montevideo bajo la inobjetable bandera de ir contra Manuel Godoy y sus funcionarios en Amêrica pero no en contra de la monarquía. Francisco Antonio de Letamendi, que operaba dentro del grupo de Álzaga, propuso que ambos cabildos debían actuar juntos. En una carta del 27 de febrero de 1808 a Ambrosio Funes sostuvo que “[...] unido ese Cabildo [el de Córdoba], con el de aquí [Buenos Aires] puede derribar a Concha, don Victoriano[sic], Morenito, Allende y cuantos le estorben, no solo quitándoles los empleos, sino a las personas, a título de tranquilidad pública”.
Una de las consecuencias de las invasiones inglesas (1806-1807) fue la sustitución del virrey Sobremonte por Santiago de Liniers y la consiguiente declinación temporaria de los Allende y Rodríguez que no pudieron impedir el nombramiento de Ambrosio Funes como alcalde de primer voto en reemplazo de Victorino Rodríguez el 1 de enero de 1807. La composición del cabildo cordobés se dividió así en tres bloques, dos minoritarios (Funecistas y Sobremontistas) enfrentados en fijar la agenda y un tercer grupo, mayoritario, que oscilaba con alguna libertad hacia uno u otro lado. Esta estructura se mantuvo hasta agosto de 1810. Ambrosio Funes fue el autor del título de “Sobremontistas” que dio a estos funcionarios metropolitanos partidarios de las políticas centralistas y regalistas, más los sectores o familias aliadas a ellos y, en general, a todos aquellos que sacaban provecho de esa situación.
Recién en 1807, luego de una prolongada serie de acusaciones y ardua lucha judicial, el virrey Liniers puso el colegio Monserrat y la Universidad bajo el control del obispado cordobés, nombrando al Deán Gregorio Funes como rector de ambas instituciones. Sin embargo, siguiendo una política ambivalente, ratificó a Dalmasio Allende como regidor propietario por herencia de su padre José Antonio. A fines de 1807 asumió el gobernador Gutierrez de la Concha y en una nueva ofensiva contra el cabildo, asesorado por Victorino Rodríguez, le sacó al cabildo el control de las cuentas del colegio Monserrat. Su alianza con el sector “Sobremontista” permitió a éstos aumentar la presión sobre Ambrosio Funes hasta el punto de que sus amigos le advirtieron que corría peligro su vida por lo que pidió permiso para ausentarse a Buenos Aires a donde partió el 13 de abril de 1808 con el argumento de que lo hacía “por negocios”. La agenda del cabildo cordobés volvió a los temas de desagües, carreteras, luminarias y abastecimiento. El 28 de diciembre de 1808, Letamendi advirtió a Funes que escondiera los papeles comprometedores porque a “Concha, don Victorino, el coronel [Allende][…] le estarán haciendo cosquillas los papeles”. Enrique de Gandía señaló que estos personajes que aparecían en 1807 y 1808 como participantes de distintas tramoyas, serán los que fueron fusilados por la Junta Provisoria en 1810.
El fracaso de Álzaga, el 1 de enero de 1809, reforzó la posición del sector que apoyaba al gobernador Gutierrez de la Concha. Ambrosio Funes recién pudo retornar a Córdoba en octubre de 1809.

## Liniers en Córdoba
Desde que asumió el virreinato en 1809, Baltasar Hidalgo de Cisneros había intentado enviar al exvirrey Santiago de Liniers a España por los problemas que a su gobierno podría producir el amor y odio que este había generado en su gestión. Para aliviar estas tensiones, Liniers propuso trasladarse a Mendoza y permanecer allí hasta tanto el gobierno central decidiera sobre su destino. La Audiencia y Cisneros autorizaron su traslado “directo” pero Liniers se detuvo en Córdoba, decisión que a posteriori comunicó confidencialmente al virrey. A fines de agosto de 1809, Cisneros lo recriminó en forma afectuosa pero resentida por esta actitud que afectaba su autoridad.
De todas maneras Liniers no se movió de Córdoba. Siendo de origen francés, temía por su persona si viajaba a España en plena guerra contra los franceses. Más tarde hasta planeó la alternativa de cumplir las órdenes de Cisneros, pero detenerse en la isla Madera, lugar intermedio y, desde allí, enviar un emisario a la península para ver qué pasaba. Dando señales de querer afincarse en la provincia, el 3 de febrero de 1810, compró una estancia en Alta Gracia que había pertenecido a los jesuitas. Su apoderado y amigo, Francisco Antonio de Letamendi, garantizó y justificó la operación ante la administración del gobierno cordobés diciendo que en las difíciles circunstancias económicas producidas por la presencia creciente del comercio británico era importante poner en producción terrenos para producir alimentos. Opinaba que Liniers, y suponía que êl pensaba lo mismo, no debía moverse de Córdoba hasta que no asumiera un rey legítimo en España.
En la península, el gobierno pensaba lo contrario. El 30 de marzo de 1810, Cisneros le transmitió que había recibido una orden real fechada el 16 de enero que pedía su traslado a España. Adjuntó a la misma un minucioso detalle de los medios necesarios para dar cumplimiento al mismo teniendo en cuenta su elevado estatus de militar y exvirrey.
Liniers protestó argumentando que el momento no era el más oportuno por las dificultades económicas que estaba atravesando. Durante el mes de abril, el gobierno allanó sus argumentos satisfaciendo todos sus pedidos de recursos financieros. A principios de mayo de 1810 nada impedía el viaje de Liniers a España.
El 3 de abril, Cornelio Saavedra envió una carta personal a Liniers aprovechando un medio seguro, el viaje a Córdoba de María Francisca de Paula de Sarrratea, cuñada de Liniers. Esta carta llegó a su poder días después de la notificación que enviara Cisneros. En ella, Saavedra comentó que, salvo que ocurriera un cambio de gobierno en España, la situación de Liniers allí no cambiaría y posiblemente empeoraría por la acción que en su contra emprenderían Sobremonte y Elío que ya estaban en España sin sus cargos, pero con créditos y honores logrados “a costa nuestra”, según Saavedra. Al efecto agregó tres comentarios importantes para Liniers: Primero, que circulaba el rumor que había ocurrido una gran revolución en Sevilla los días 19 y 20 de enero de 1810; Segundo, la confesión que le hizo Cisneros de que para evitar toda la incertidumbre de su retorno, Liniers debería haber contratado un representante como defensor en España y, Tercero, que Saavedra consideraba que el viaje de Liniers, en un momento tan crítico en la península, era “ocioso acaso” aunque no pudiera darle un consejo definitivo sobre el asunto.
El 19 de mayo, Liniers envió a Cisneros dos cartas importantes. En la primera comentó la múltiple e insidiosa correspondencia que había recibido para que no viajara a España dado el “misterio” con que el gobierno había manejado todo ese asunto, lo que motivó que muchas personas estuvieran dispuestas a oponerse a esa idea del gobierno incluso por la fuerza. Liniers consideró como “malévolos” a los que utilizaban este argumento como pretexto para criticar al gobierno, por lo que consideraba prudente suspender su viaje hasta la llegada de algún correo de la península que aclarara el asunto. Le recordó a Cisneros que “los motivos reservados” de su conducta ya constaban en los informes que había enviado el gobernador Gutiérrez de la Concha. Agregaba que Cisneros no podía ignorar, dice, el “plan formado y organizado de insurrección” en la capital de los que quedaron impunes [referencia a Álzaga y sus acólitos] y que solo estaban esperando noticias “desgraciadas” de la península para sublevarse.
La segunda carta fue enviada por separado, con un tono cordial y bajo el título de “reservadísima”. En ella, el autor advertía al virrey que se encontraba “rodeado de pícaros” y que varios de sus allegados lo estaban engañando. Asimismo, señalaba que sabía por otras fuentes que los tres jefes militares, que no le escribían desde hacía más de un mes, habían perdido autoridad sobre sus respectivos regimientos, que anteriormente habían sido “tan leales y tan subordinados”. El diagnóstico no era erróneo. El día 19, por la noche, en Buenos Aires, Miguel de Irigoyen abonó de su propio bolsillo 4000 pesos a los soldados del regimiento de los Patricios, con el objetivo de conservar su adhesión a quienes promovían la destitución del virrey.
En la misma misiva, el remitente recordaba los consejos ofrecidos al inicio del mandato: advertencias sobre la actitud agitadora de Elío, el carácter subversivo de Alzaga y sus partidarios, y la conveniencia de haberse apoyado en el grupo “más fiel y dominante”, encabezado por Saavedra, en lugar de intentar conciliaciones con ambos sectores. También criticaba la decisión del virrey de escuchar a quienes lo persuadieron de que el remitente (Liniers) representaba un peligro para su autoridad, entre ellos el exvirrey Sobremonte.
Finalmente, manifestaba que, a esas alturas, el virrey debía haber reconocido que nadie le había hablado con mayor sinceridad ni conocimiento, y reiteraba su advertencia sobre el riesgo de un levantamiento en caso de que llegaran noticias desfavorables desde la península. Sostenía que el único auxilio posible provendría del Alto Perú, aunque señalaba que Vicente Nieto ya estaba anciano y que Goyeneche no contaba con la capacidad de convocatoria que él mismo afirmaba poseer. En conclusión, se ponía a disposición del virrey y le ofrecía obediencia, incluso si mantenía la decisión de que debía abandonar el virreinato.

## La oposición a la Junta Provisional en Córdoba

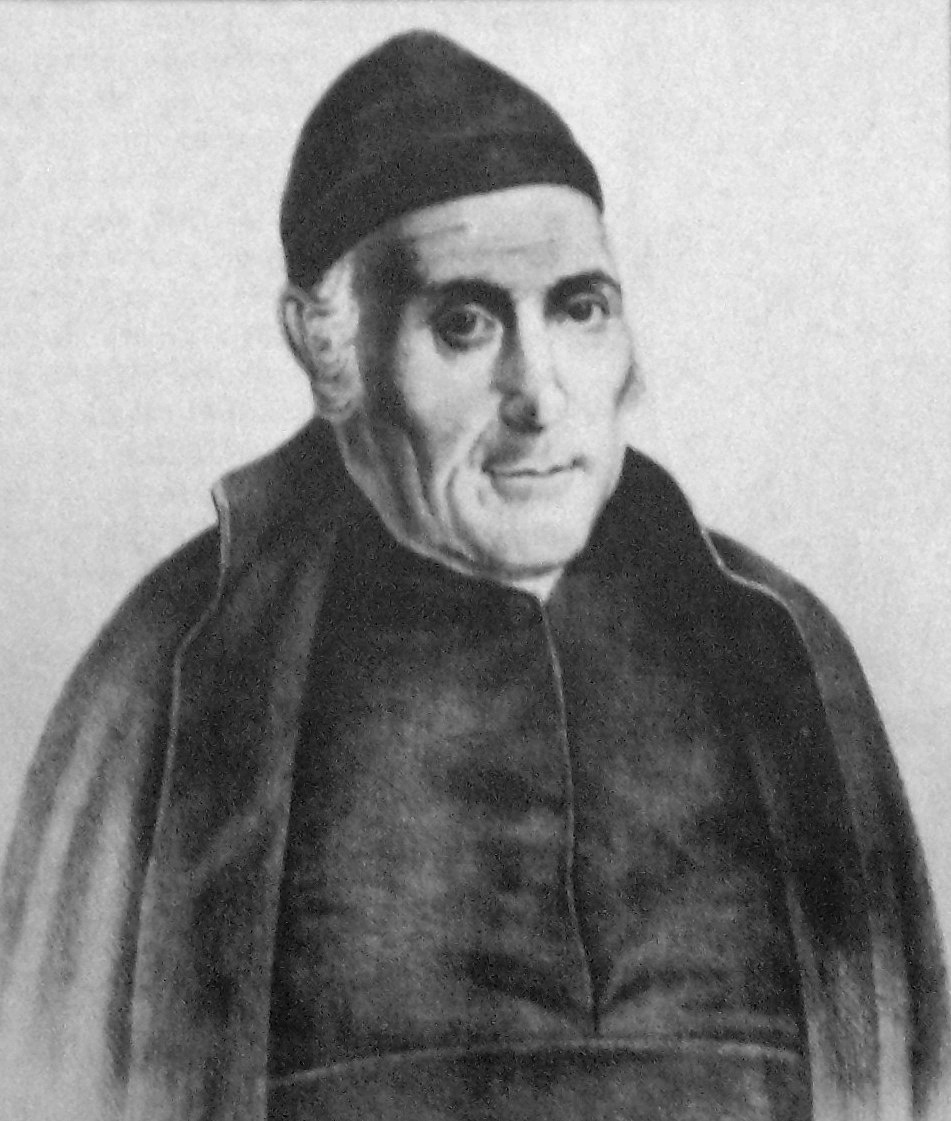
Gregorio Funes

El 24 de mayo de 1810, el exvirrey Baltasar Hidalgo de Cisneros despachó al joven entrerriano de diecisiete años José Melchor Lavín rumbo a Córdoba, para poner en conocimiento de las autoridades los sucesos acaecidos en la capital virreinal entre el 21 y el 23 de mayo. 
Al llegar a Córdoba, en la medianoche del 30 de mayo, Lavín se dirigió a la casa de su rector en el colegio Monserrat, el deán Gregorio Funes, quien esa misma noche lo condujo a la residencia del gobernador intendente de Córdoba del Tucumán Juan Gutiérrez de la Concha. Este inmediatamente comunicó “esa desagradable novedad” a Santiago de Liniers y al obispo  Rodrigo de Orellana avisándoles de una reunión privada que haría en su casa al día siguiente a la que se sumarían otros funcionarios de distintos cuerpos para “tomar consejo y acordar medidas” supuesto caso que fueran ciertas las noticias recibidas de Buenos Aires. Liniers se encontraba casualmente en la ciudad de Córdoba para escriturar la compra de un lote lindero a su estancia.
El 31 a la mañana se produjo la reunión con la asistencia de Gutiérrez de la Concha, Liniers, Funes, Orellana, los dos alcaldes del cabildo de Córdoba, José García de la Piedra y el abogado doctor José Antonio Ortiz del Valle, el oidor jubilado de la Real Audiencia del Cuzco y de la Real Audiencia de Buenos Aires, Miguel Sánchez Moscoso, el asesor jubilado de la gobernación de Montevideo doctor Zamalloa, el coronel de milicias Santiago Allende, el asesor legal de gobierno Victorino Rodríguez y el tesorero Joaquín Moreno. Según el Deán Funes, en esa reunión, nada se definió y todos quedaron a la espera de la llegada del correo oficial.
El 2 de junio, en carta a Letamendi, Liniers le expresó su desconcierto ante estas noticias porque implicaban que sus compañeros de armas se habían dejado alucinar por los ambiciosos que luego los sacrificarían “cuando no los necesiten” más. El día 3 el gobernador comunicó estas noticias a Sanz, gobernador intendente de Potosí, pidiendo su retransmisión al virrey Abascal.
El 4 de junio llegaron a Córdoba las comunicaciones oficiales: a) La Circular de la Junta Provisional Gubernativa del 27 de mayo, en la que se solicitaba “cuanto más antes sea posible” el envío de diputados para realizar una “congregación general de las Provincias”, a cuyo efecto el “pueblo” de Buenos Aires había propuesto al cabildo el envío de 500 hombres para auxiliar a mantener el orden necesario para la elección de los diputados que se incorporarían a la Junta a su arribo a la capital. La Circular dejó en claro que el nuevo gobierno no había asumido la soberanía sino su ejercicio debido al cautiverio del monarca cuyos derechos se preservaban; b) También se recibió el manifiesto firmado por Cisneros, fechado el 26 de mayo, donde explicó los motivos de su renuncia al cargo de presidente de la junta del 24 de mayo y solicitó el envío de diputados para una junta general; c) La Circular del cabildo de fecha 29 de mayo en la que, luego de historiar los sucesos, llamaba a las ciudades y villas a unirse con la capital enviando diputados para establecer un gobierno que defienda la integridad de estos dominios a nombre de Fernando VII. 
La noche del 4 de junio, el gobernador convocó a los mismos que habían asistido a la reunión anterior. Luego de presentar los documentos recibidos ese día expuso su posición de enfrentar a la capital lo que influyó con su autoridad y decisión en los presentes. Según el testimonio presencial de Gregorio Funes, el gobernador afirmó, como conclusión, que “nunca reconocería una autoridad tan ilegal como la del nuevo gobierno, aunque para ello fuese preciso valerse de la fuerza”. Esta afirmación consta en el oficio que Funes envió a la junta el 20 de junio de 1810 por intermedio de Letamendi y que éste lo entregó a Mariano Moreno. Por mayoría los presentes decidieron:

Que se rechazase el nuevo sistema gubernativo de la capital y desde luego se hiziesen propios a las ciudades de su Distrito, á las Provincias interiores del Virreynato, á Santa Fe y Montevideo á fin de que se tomasen medidas conducentes á su resistencia sin perdonar [a] los hostiles. (García de Flöel, 2000, p. 102)

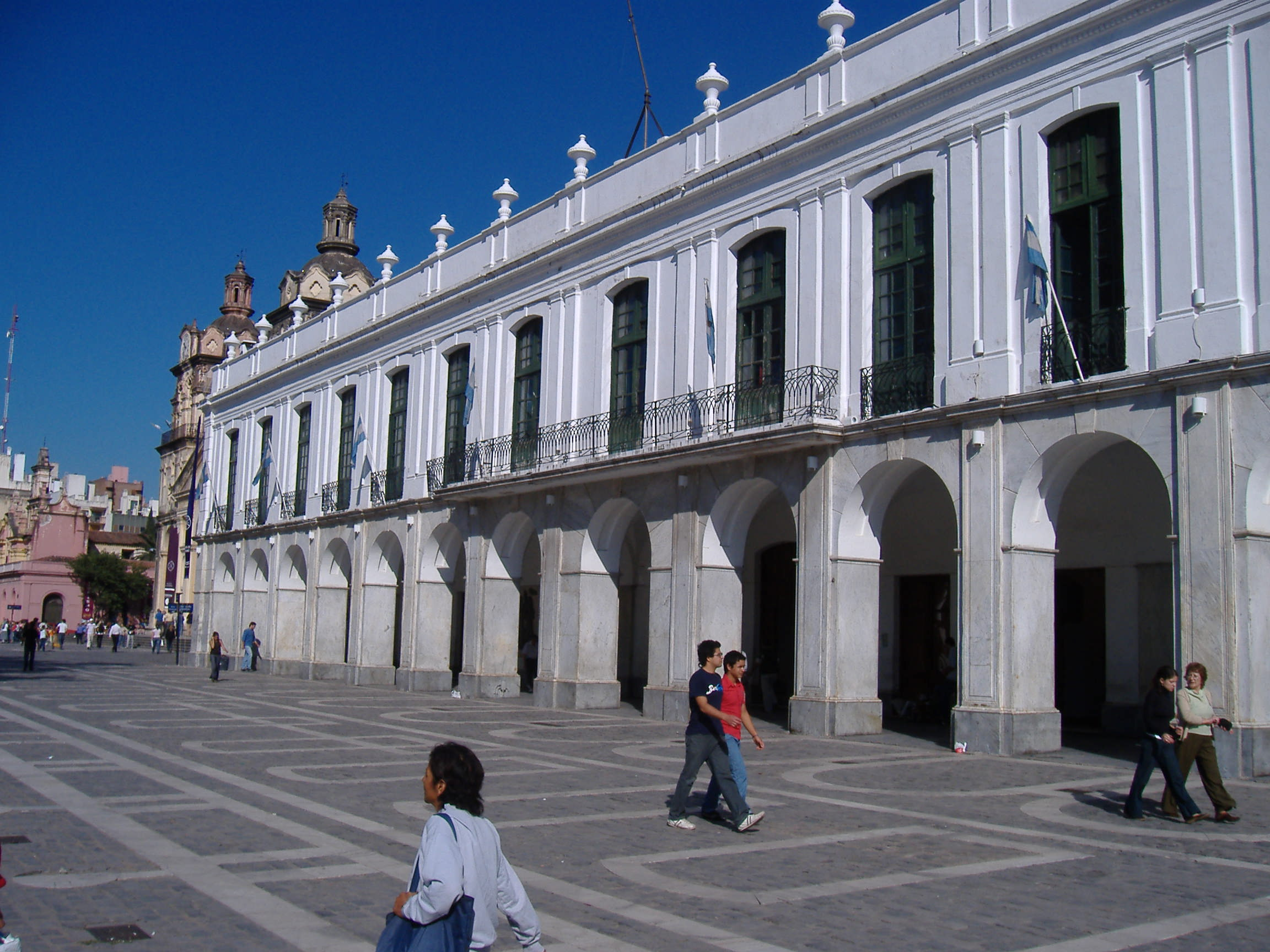
Cabildo de Córdoba en la actualidad.

El 7 de junio llegaron cartas desde Buenos Aires con la intención de convencer a las autoridades de no oponerse al nuevo gobierno. Todas fueron escritas, como fecha más cercana, a fines de mayo cuando en Córdoba todavía se desconocía lo sucedido en Buenos Aires por lo que los remitentes ya presumían cual sería la posición política del gobierno cordobés y la del ex virrey frente al movimiento juntista de Buenos Aires.
Entre los que enviaron cartas a Liniers figuró Echavarría, Saavedra y su suegro Sarratea que, en nombre de la familia, estaba preocupado por la seguridad de su yerno. De todas ellas, como de sus respectivas contestaciones, solo se conoce la que Liniers escribió ese mismo día a su amigo Echevarría. En esa carta solo lateralmente se refirió a los sucesos políticos de la capital utilizando una serie de refranes para acotar después: “esto y más diría Sancho Panza” y luego agregó, “en boca cerrada no entran moscas”, indicando su temor de que la carta pudiera caer en manos de terceros. Al final comentó: “[…]el sábado me voy con toda mi familia a Alta Gracia, a cavar mi tierra, sembrar y plantar arboles”. Esta frase dio lugar a que algunos historiadores, Groussac (1904), Rosa (1974) y Lozier Almazán (1989), la consideraran como una prueba de que Liniers, a esa fecha, no estaba totalmente seguro de oponerse al gobierno de Buenos Aires. Por su parte Ortega (1944), opinó que lo agregó para despistar a los que pudieran interceptar esa correspondencia.
En dos reuniones realizadas el 6 y 8 de junio, el cabildo de Córdoba, con la presencia del gobernador, analizó toda la documentación que había llegado de Buenos Aires. En la primera, el alcalde de primer voto José García de la Piedra, fuerte opositor desde la primera hora a la Junta Provisional Gubernativa, propuso no reconocerla por no haber existido motivos para sustituir al virrey, basar su existencia en la fuerza y en contra de la legislación. Propuso que, en el supuesto caso de que España se perdiese, el cabildo de Buenos Aires debería acordar, con el virrey del Perú y demás provincias del virreinato, cuál debería ser la mejor forma de asegurar la conservación de estos dominios. No obstante, los demás miembros del cabildo, a instancia del alcalde de segundo voto José Antonio Ortiz del Valle, resolvieron posponer la decisión para pensar y resolver mejor.
En la segunda sesión, García de la Piedra sostuvo su moción pero Ortiz del Valle propuso que se respondiese al cabildo y al gobierno de Buenos Aires que se nombraría el diputado que se solicitaba pero después que las provincias interiores llegaran a un acuerdo sobre el congreso o junta general que se iba a convocar. Un punto que todos aprobaron fue la moción de Ortiz del Valle de que la fuerza militar que Buenos Aires iba a enviar no era necesaria debido a la tranquilidad en que se encontraba toda la provincia y que, por el contrario, su venida produciría “desorden y conmoción”. En esta sesión, el alcalde Antonio de Arredondo expuso que obedecía a la Junta de Buenos Aires sin discutir su legitimidad porque en caso contrario se producirían “los males de la guerra civil y anarquía”. Esta posición fue similar a la que el Deán Funes, según su relato, había postulado en la reunión privada del 4 de junio. Otro alcalde, el defensor de menores José María Eguiluz apoyó la propuesta de Arredondo.
El 15 de junio llegaron a Córdoba dos noticias que dieron un giro significativo a la dubitativa posición del cabildo cordobés: la constitución, en la península, del Gobierno de Regencia de España e Indias y el juramento de obediencia a la misma por el gobierno de Montevideo. Esto provocó la suspensión de las comunicaciones que se pensaban hacer al gobierno y cabildo de Buenos Aires. Desconoció Córdoba la autoridad del gobierno de Buenos Aires el 20 de junio, cuando el cabildo, con la presencia del gobernador, juró obediencia al Consejo de Regencia, aunque no lo hicieron constar en actas.
 

El 22 de junio, en Buenos Aires, los vocales de la Junta Juan José Castelli y Domingo Matheu comunicaron a Cisneros y a tres oidores y dos fiscales de la Real Audiencia de Buenos Aires, que, por su seguridad, serían embarcados inmediatamente rumbo a un puerto español. Esto se llevó a cabo esa misma noche, en secreto, con orden de no tocar ningún puerto hasta las islas Canarias.
La Audiencia había jurado al Consejo de Regencia y enviado una comunicación a Liniers instándolo a que se pusiese al frente de la resistencia, lo mismo que había hecho Cisneros pidiéndole que comunicara a las demás autoridades que había sido obligado por la fuerza a reconocer a la Junta.
El 27 de junio la Junta Provisional emitió una circular a los cabildos y gobernadores del interior:

La Junta cuenta con recursos efectivos para hacer entrar en sus deberes a los díscolos que pretenden la división de estos pueblos, que es hoy día tan peligrosa: los perseguirá y hará castigo ejemplar que escarmiente y aterre a los malvados.
(Biblioteca de Mayo tomo XVIII, 1966, p. 16257)

## La oposición en Mendoza
Tres fueron los sectores protagonistas que intervinieron en los sucesos de junio y julio de 1810: a) La oligarquía; b) Los funcionarios reales; c) El cabildo de Mendoza.

### La oligarquía
La oligarquía mendocina estaba constituida por unas 25 familias en su casi totalidad descendientes de los fundadores, de los primeros pobladores  o de los encomenderos. Eran en su  totalidad criollos o españoles americanos, que en forma de red, manejaban lo social, lo político y lo económico. La mayor aspiración de este grupo era incrementar en su beneficio su poder de autonomía política dentro del universo monárquico, haciendo que Mendoza fuera cabeza de Intendencia. Este objetivo lo mantuvo más de treinta años, desde la real ordenanza de Carlos III del 5 de agosto de 1783 que hizo depender a Mendoza de Córdoba hasta su separación de la misma por una ordenanza de la Asamblea del Año XIII. Durante todos esos años fueron muchos los intentos para lograrlo: se solicitó la constitución del obispado de Cuyo para separarlo de Córdoba, paso previo para pedir luego la unificación de la jurisdicción política y religiosa; se impidió el nombramiento de un Teniente de Gobernador en octubre de 1809 para no perder el control de las dos causas de Policía y Justicia que manejaban a través del cabildo. Lo anterior motivó que, entre enero y febrero de 1810, se encargara a Bernardo Ortiz, miembro de la elite, la elaboración de un borrador para peticionar la creación de una Intendencia en Cuyo que, finalmente, un apoderado presentó en Cádiz en septiembre de 1810.
Desde el punto de vista económico, la producción mendocina sufría los numerosos impuestos y gabelas al tránsito del vino y otros productos que imponía el cabildo cordobés o el bonaerense cuando llegaban a Buenos Aires. A esto se sumaba la competencia ruinosa del vino importado que ingresaba de contrabando en Buenos Aires. Para la elite mendocina, la única solución posible a esta crónica situación de dependencia económica era de tipo política, ya sea a través de un intendente gobernador residente en Mendoza que los protegiera o mediante un cambio de gobierno en Buenos Aires que reviera esta situación.

### Los funcionarios reales
Por ser Mendoza cabeza de distrito subordinada al gobernador intendente de Córdoba tenía delegada por éste las cuatro causas divididas entre el Cabildo, a cargo de Policía y Justicia, y el subdelegado de Real Hacienda y Guerra que estaba a cargo de las dos causas restantes: Hacienda y Guerra. Desde fines de diciembre de 1808 este cargo lo desempeñó el sargento mayor graduado de teniente coronel Faustino Ansay que, además, era comandante de Armas y Frontera y comandante del regimiento de Voluntarios de Caballería de Mendoza desde octubre y diciembre del año 1800, respectivamente. El cargo de subdelegado de Real Hacienda y Guerra había estado a cargo, desde 1784 y hasta noviembre de 1806, por sucesivos miembros de la elite mendocina y solo desde esa fecha y hasta diciembre de 1808, en forma interina, por el español peninsular Domingo de Torres y Harriet. Ese cargo dependía de las órdenes directas del gobernador cordobés y solo excepcionalmente podía recibir órdenes del virrey. Los otros dos funcionarios, también españoles peninsulares, que se desempeñaban en Mendoza eran: Domingo Torres y Harriet como Tesorero de las Reales Cajas de Mendoza, cargo que desempeñó desde diciembre de 1803, y el contador Joaquín Gómez de Liaño que en calidad de ministro Contador de las Reales Cajas comenzó a desempeñarse a partir de diciembre de 1805 o enero de 1806. La actuación de estos tres personajes en la crisis desatada por el movimiento juntista de mayo de 1810 en Buenos Aires debe ser analizada como la de funcionarios de una administración burocrática afectada por una grave crisis institucional en una ciudad ubicada en la periferia de la monarquía española.

### Los sucesos de junio y julio de 1810
Pese a no existir prueba alguna es factible que las noticias del movimiento juntista de mayo hayan llegado a Mendoza el 6 de junio a través de comerciantes provenientes de Buenos Aires. Pero recién el 13 de junio, al atardecer, llegó a Mendoza el comandante de frontera Manuel Corvalán trayendo las comunicaciones oficiales de la Junta Provisional Gubernativa, del cabildo de Buenos Aires y un oficio de Cisneros. El 14 de junio llegaron oficios del gobernador Gutiérrez de la Concha fechados el día 5 y dirigidos al cabildo y a Ansay en el que fijaba su posición de desconocer a la Junta Provisional Gubernativa considerando que su creación había sido abusiva y forzada la destitución del virrey Cisneros. Pidió sostener el orden y la obediencia a las “legitimas autoridades". 
Este oficio, en cierta medida, determinó el accionar futuro de los funcionarios reales. En la reunión del cabildo del día siguiente, tanto sus miembros como los funcionarios reales que asistieron a la misma consideraron prudente acordar un compás de espera hasta tanto se aclarara la confusa situación y fijaron, para el día 19, la reunión de un cabildo abierto extraordinario. A tal efecto se citó a la "parte más sana" de la sociedad la que también aparece en los documentos con el nombre de "pueblo" y que se refiere exclusivamente a los integrantes de la oligarquía mendocina. 
En la reunión del 19 de junio, argumentando la necesidad de "prudencia" se volvió a postergar la toma de posición. Según Ansay, la postergación era para esperar nuevas noticias. Estas sucesivas demoras no provocaron ninguna protesta del sector de la oligarquía abiertamente pro junta de Buenos Aires aunque después recriminarían al Cabildo, especialmente al alcalde de primer voto, por esta actitud.
El día 21, particulares trajeron nuevas noticias desde Buenos Aires. Al día siguiente llegó un oficio del cabildo cordobés en el que éste fijó una posición intermedia, basada en la legitimidad que podría haber entre las posiciones del gobernador Gutiérrez de la Concha y el de la Junta Provisional. La insostenible demora y este nuevo oficio motivó una reunión en la casa del alcalde de segundo voto Manuel Godoy y Rojas de la que surgió un escrito donde el “pueblo” pidió la reunión de un nuevo cabildo abierto para el día 23. 
El cabildo abierto del 23 de junio fue el más importante de los que se realizaron, no obstante, solo participaron 38 vecinos sin contar a los cinco cabildantes y los tres funcionarios reales. De estos vecinos sólo dos eran españoles peninsulares, proporción razonable ya que constituían el 1% de la población. De la lista de presentes surge que todos pertenecían a la elite. Aunque el acta no abunda en detalles se pueden detectar los intereses que estaban en juego. Se determinó:
a)	Nombrar un diputado a los efectos de constituir un gobierno que defienda y conserve estos dominios del rey “y que pueda conducir al restablecimiento que ahora se extraña de la autoridad del […] virrey […] en la nueva forma de gobierno”;
b)	Que se tenga presente la suma dependencia de los particulares intereses y el comercio que tiene Mendoza con Buenos Aires;
c)	Obedecer la “real orden” (sic) del virrey Cisneros que pedía nombrar y enviar un diputado a Buenos Aires.
La votación fue unánime con la excepción de los tres funcionarios reales que expusieron sus razones para oponerse. La votación para elegir el diputado se postergó para el día 25 por lo avanzado de la hora.
Es esta reunión nadie dudó que el cambio de gobierno producido en Buenos Aires era semejante a los que habían ocurrido legalmente en la península en 1808, por lo que la disputa se planteó en términos de los que estaban a favor o en contra de un cambio de gobierno. El cabildo mendocino siguió al de Córdoba que también difería de la postura del gobernador Gutiérrez de la Concha. Ansay y sus colegas no tuvieron otra opción que seguir la postura del gobernador de Córdoba.
Esa noche, mientras Ansay preparaba un informe para Gutiérrez de la Concha, un grupo de personas, que según Ansay no eran muchas y a quienes llamó “tumultuarios” se reunieron nuevamente en la casa del alcalde de segundo voto Manuel Godoy y Rojas. El motivo era la “inseguridad” que sentía el “pueblo” porque Ansay podía usar las armas y municiones que seguían en su poder. A tal efecto decidieron enviar un emisario a la casa de Ansay para que las pusiera a disposición del cabildo. Luego de negociaciones verbales a las que Ansay se opuso por lo irregular del procedimiento se hizo presente otro emisario portando una nota firmada por los alcaldes de primer y segundo voto. Ansay aceptó entonces entregar lo solicitado para evitar el posible derramamiento de sangre que ocurriría en caso de oponerse utilizando la fuerza a la que creía tener pleno derecho como militar. El español peninsular, Isidro Sáenz de la Maza, tío político de Eduardo Corvalán, fue nombrado comandante.
En el cabildo abierto del día 25, a la que concurrieron 69 vecinos, sin incluir a los miembros del cabildo ni los tres funcionarios reales, que por razones obvias no asistieron, se eligió al Regidor Decano Fiel Ejecutor Bernardo Ortiz como diputado representante de Mendoza a ser enviado a Buenos Aires. Se cumplió así lo solicitado por el gobierno provisional, el cabildo de Buenos Aires y Cisneros. Ese día llegó un nuevo oficio proveniente de Córdoba donde el gobernador pedía a Ansay que procurara “sostener el buen orden” y a las legítimas autoridades en su ejercicio.
Este oficio puso a los funcionarios reales en abierta oposición a la élite mendocina con la cual habían convivido en paz durante muchos años con muestras de afecto. En una extensa nota, Ansay reprochó al cabildo que, en la noche del día 23, permitiera que una minoría, congregada incluso fuera de ella, virtualmente haya degradado la autoridad de esa institución siendo como era representante del pueblo.
A la mañana del día 26, el propio Sáenz de la Maza encabezó el pregón que publicitaba su nombramiento. Sin embargo, una nueva reunión en casa de Godoy y Rojas, constituida ya en un anexo del cabildo, determinó lo siguiente: a) Que en el plazo de una hora, Ansay ordene a cabos, oficiales, etc. que pasen a la orden de Sáenz de la Maza; b) Que confirme la entrega de las armas y municiones al citado Sáenz y que solo quede ejerciendo funciones administrativas de esa comandancia. c) Que para evitar continuas reuniones se encargue todo el asunto al cabildo; d) Que se publique un bando en el que se prevenga a todos lo habitantes que sigan a la Junta Provisional, en cuanto a la elección y el envío de un diputado, que se manifiesten llevando, como signo, una cinta blanca en el sombrero. 
En la mañana del día 27, Ansay hizo entrega de las armas. Ese día el cabildo envió una nota a la Junta Provisional que luego de referirse a la demora en responder pidió el favor de que no se alterase la quietud ni “el giro de sus producciones” y liberase de sospechas a Ansay, obligado como militar a cumplir las órdenes de su jefe inmediato. Se enviaron dos copias más, una al cabildo de Buenos Aires y otra, significativamente, al “excelentísimo señor Virrey” [Cisneros] comunicándole que se habían cumplido sus órdenes de obedecer a la Junta y enviar un diputado. Ansay también envió una nota al gobierno en la que aclaró que no se debía dudar de su obediencia siempre que las órdenes vinieran a través de Gutiérrez de la Concha, de quién dependía.
En cumplimiento de la orden de Gutiérrez de la Concha, en las primeras horas de la madrugada del día 29, Ansay, Torres y Gómez de Liaño con quince personas más tomaron por sorpresa el cuartel. Entre los participantes figuraron españoles criollos y peninsulares, ingleses y portugueses y nada menos que el hijo del alcalde Godoy y Rojas en cuya casa se hacían las reuniones a favor del nuevo gobierno de Buenos Aires. A la mañana, Ansay logró reunir en el cuartel no más de cincuenta soldados.
Repuestos de la sorpresa, miembros de la elite intentaron reunir hombres y armas para retomar el cuartel pero viendo que Ansay tomaba medidas para repeler por la fuerza esa acción, entre ellas, la colocación de dos cañones estratégicamente ubicados y listos para disparar, decidieron cambiar de estrategia. Al mediodía una comitiva, en representación de 84 miembros de la elite, se presentó en el cuartel para negociar la nueva situación. La integraban el cura Domingo García, el alcalde de primer voto Joaquín de Sosa y el comandante Manuel Corvalán. Como resultado se acordó con Ansay lo siguiente:
- que, para aquietar los ánimos, el comandante Ansay suspendiese la ejecución de las órdenes del gobernador de Córdoba;
- que Ansay quedase con el mando de las armas tal cual lo tenía antes de los sucesos del 23 de junio, comunicándose esta disposición por bando;
- que se comunicase este convenio a Córdoba;
- que se pidiese al gobernador su aprobación, pues lo sucedido no había afectado la lealtad hacia él;
- que se estableciese un olvido total del pasado, comprometiéndose las partes a “corregir severamente” todo lo que pudiera producir desunión o nuevas desavenencias.[35]

El cabildo aprobó este acuerdo. En síntesis, se trató de no innovar hasta tanto los sucesos que se desarrollaban en Buenos Aires y Córdoba se fueran aclarando.
El 1 julio de 1810 llegó el correo de Buenos Aires anunciando que la expedición militar estaba lista para salir hacia Córdoba. Nuevamente la elite quiso revisar lo acordado el 29 de junio. Ansay, sin nuevas noticias de Córdoba, acordó realizar una reunión privada y amigable en casa de un vecino destacado. A la reunión asistió Torres únicamente, ya que Ansay y Gómez de Liaño, por razones de seguridad, decidieron permanecer en el cuartel. Asistieron 55 vecinos destacados. Se firmó el documento más importante de esos meses:
- se acordó que el ilustre Cabildo y el comandante de armas procedieran de común acuerdo, firmando en forma conjunta todas las providencias como “El Gobierno”;
- que la fuerza armada siguiese a cargo de Ansay;
- que el ministro tesorero publicase un bando con todo lo acordado;
- que el objeto del acuerdo no era seguir “el sistema de juntas ni otro alguno” que signifique cambios en la forma de gobierno legalmente establecida.[36]

No habían terminado los festejos por el acuerdo logrado, cuando Ansay recibió un oficio del gobernador de Córdoba pidiendo nuevamente hombres y armas. El 3 de julio el “Gobierno” contestó detallando lo sucedido hasta el reciente acuerdo y explicó que Mendoza se mantenía respetuosa de la Junta de Buenos Aires y de la autoridad del gobernador de Córdoba, por lo que:

1) el envío de tropas y armamento implicaría apartarse de esa prudente actitud;

2) dejaría indefensa la región frente a los indios fronterizos que estaban dando indicios de querer renovar las hostilidades y,

3) aún suponiendo que el pueblo lo aceptara y se dispusiera de recursos, éstos auxilios no llegarían a tiempo para ser útiles a Córdoba.
Cuando el 10 de julio llegó a Mendoza el coronel Juan Bautista Morón, con la misión de interceptar armas y municiones que pudieran reforzar a Córdoba, Ansay y el Cabildo se pusieron bajo sus órdenes. Cuando el 19 de julio, Morón presionó a Ansay para que le entregara dinero existente en las cajas reales y/o en la del ramo de tabacos hasta la suma de 500 pesos, amenazando con hacer uso de las “facultades” que le habían sido otorgadas, tanto Gómez de Liaño como Torres y Harriet se negaron porque las leyes vigentes les impedían disponer de los fondos de ambas cajas.
El 20 de julio Ansay, Torres y Harriet y Gómez de Liaño fueron destituidos de sus cargos, embargados sus bienes y enviados prisioneros a Buenos Aires y reemplazados respectivamente por Isidro Sáenz de la Maza, Clemente Benegas y Alejo Nazarre. El capitán de caballería José Moldes fue nombrado el 20 de julio por la Junta Provisional como Subdelegado de Real Hacienda y Teniente Gobernador de Mendoza.
En su Manifiesto [...](1822), Ansay escribió que pensaba escaparse para dirigirse a Córdoba, pero en la posta de Los Nogales, a 4,5 km. de Achiras, el destacamento que lo transportaba fue interceptado por Moldes, quien lo hizo engrillar para el resto del viaje. Al llegar a la Guardia de Salto se enteró, por información que provenía del hermano de Cornelio Saavedra, de los fusilamientos de Cabeza de Tigre. El 3 de septiembre, en la Guardia de Luján, encontró al “despavorido” y asustado obispo Orellana. A mediados de noviembre de 1810 la Junta deportó a Carmen de Patagones a Ansay y sus compañeros por 10 años. Mariano Moreno había pedido su ejecución, pero gracias a la intervención del rico comerciante Juan de Larramendi, vinculado con Manuel de Sarratea, fueron condenados al destierro. Viajaron por tierra cruzando territorio indígena, arribando a Patagones a fines de febrero de 1811. El 21 de abril de 1812 Ansay encabezó la Sublevación de Carmen de Patagones.

## El resto de la intendencia
En las ciudades y villas de la Intendencia de Córdoba del Tucumán, las autoridades vacilaron sobre la posición a tomar, debido a que desde Córdoba les llegaron órdenes terminantes de reconocer al Consejo de Regencia y rechazar a la Junta, mientras que desde Buenos Aires les anunciaron la deposición del virrey.

### San Luis
Luego de que el comandante Corvalán comunicara el 11 de junio al cabildo de San Luis la instalación de la Junta, el 13 de junio se decidió reconocerla.
Llegó también una comunicación de Gutiérrez de la Concha:

Se confirmaron las noticias privadas (...) de que se ha depuesto el Virrey y creado, abusivamente, una Junta para el superior gobierno del virreinato sin más autoridad que la fuerza (...) tenga el mayor cuidado de sostener el orden y en obedecer la legitima autoridad (...)

Tras rechazar la comunicación de Córdoba, el 30 de junio fue elegido diputado el alcalde de 1° voto Marcelino Poblet. Ante el pedido de tropas hecho por la Junta, San Luis contribuyó con cuatrocientos soldados que marcharon a Salta.

### San Juan
El 17 de junio llegó a San Juan el comandante Corvalán con la comunicación de la Junta Provisional solicitando su reconocimiento, y también el mensaje desde Córdoba, en sentido contrario. El cabildo de San Juan no tomó una decisión inmediatamente pasando a un cuarto intermedio hasta el día 20. Ese día se resolvió enviar un comisionado a Mendoza para indagar su estado y ver si conformaba con su sentir. El comisionado partió el 22 de junio, regresando el día 26 con las noticias de las vacilaciones de Mendoza. Ese día llegó a San Juan un enviado de Córdoba, por lo que se resolvió esperar la llegada del correo ordinario del 30 de junio. El 4 de julio llegó una orden de Gutiérrez de la Concha exigiendo jurar obediencia al Consejo de Regencia, por lo que se convocó a un cabildo abierto para el 7 de julio. Ese día se decidió reconocer a la Junta, aunque manteniendo el reconocimiento de las autoridades de Córdoba y se fijó el 9 de julio como fecha de elección del diputado. Se eligió con un total de setenta y siete votos a José Ignacio Fernández de Maradona.
El día 8 llegó un pedido de Córdoba para que se enviase tropas. El 28 de julio el cabildo de San Juan envió a dos delegados a comunicar lo acontecido a las villas de San José de Jáchal y San Agustín de Valle Fértil: Francisco Pensado y Juan Crisóstomo Quiroga, respectivamente, subsumiendo la designación a la decisión de esas villas, las cuales eligieron también a Fernández de Maradona el 6 y el 10 de agosto respectivamente.
El 18 de septiembre fueron remitidos ciento once milicianos sanjuaninos para la expedición auxiliar, quienes marcharon al mando del segundo comandante de armas, teniente coronel Mateo Cano y del subteniente Pascual Bailón. Posteriormente la Junta solicitó cien soldados más, por lo que el cabildo dispuso una contribución forzosa:

(...) sin consideración de personas ni fortunas (...) los pobres, funcionarios civiles y militares, miembros del clero, incluidos los religiosos profesos que en función de su vida de claustro y voto de pobreza no poseían recursos económicos.

El 6 de noviembre la Junta dispuso que esos 100 hombres se dirigieran a Buenos Aires.

### La Rioja
El cabildo de La Rioja, temiendo una reacción desde Córdoba evitó pronunciarse a favor de la Junta hasta el 1 de septiembre cuando fue depuesto el subdelegado de Real Hacienda y Guerra, comandante de armas y de milicias Vicente de Bustos y se eligió diputado a Francisco Antonio Ortiz de Ocampo. El cabildo pidió órdenes a Buenos Aires manifestando que lo hacía por haber podido librarse:

de los justos recelos que antes de ahora motivaron su silencio (...) que estando por otra parte cierta del sabio sistema que Vuestra Excelencia ha jurado conservar ilesos los derechos de nuestro bien amado rey don Fernando Séptimo y sus legítimos sucesores (...)

Ortiz de Ocampo, jefe del Ejército del Norte, comunicó a Buenos Aires su nombramiento como diputado:

Exmo. Señor: Habiéndose dignado nombrarme por su Diputado por esa capital la ciudad de la Rioja, acompañándome al efecto sus poderes, y por segundo en defecto mio al Bachiller don Mauricio Albaro, he creído de mi primera obligación deber ponerlo en la alta consideración de V. E. para su conocimiento; debiendo al mismo tiempo asegurar á V. E. que me es tan satisfactorio y lisongero semejante nombramiento que me hallo resignado á que de modo alguno recaiga en el que ocupa segundo lugar; y sobre cuyo conocimiento espero se digne V. E. impartirme las órdenes que estime conveniente.

Dios Gde. á V. E. m/ a.s
 
Cuartel General de Córdoba, 5 de Setiembre de 1810.
 
Exmo. Señor.
 
Francisco Antonio Ortiz de Ocampo.

La Junta le respondió que siguiera en su puesto:

Ha recibido esta Junta el oficio de V. S. de 5 del cte. en que comunicando el nombramiento que ha hecho en su persona la ciudad de la Rioja por su Diputado en esta Capital, manifiesta V. S. su deseo de ejercer este empleo con preferencia á su elegido para segundo en su defecto, habiendo determinado la Junta que continué V. S. en la Expedición de que se halla encargado reservándose el uso del sobre dicho nombramiento para caso oportuno. Lo manifiesto á V. S. de acuerdo de la misma para su inteligencia y gobierno.
 
Dios guarde á V. S. m. a. Buenos Aires, Setiembre 20 de 1810

### Río Cuarto
El cabildo de la villa de Río Cuarto respondió el 12 de junio a Gutiérrez de la Concha:

(...) que siempre a demostrado esta Villa disponiendo: a cuya propuesta y orden a Vs. estamos prontos a dar todo rendimiento y solo observar y cumplir aquellas órdenes que V.S. nos imparta demostrando en esta ocasión (como tan urgente) la fidelidad de leales vasallos expresando se digne comunicarnos aquellas superiores órdenes que sean de la aceptación de V. S. (...)

Pero el 10 de agosto, después de sofocada la reacción de Gutiérrez de la Concha-Liniers, reconoció a la Junta expresando:

qe. Jamas podrían sin acerse reos dela más severa critica oponerse ala instalacion de esa Junta provisional.

## Relaciones con el Virreinato del Perú y otras intendencias
El 3 de junio de 1810, Gutiérrez de la Concha envió una comunicación al gobernador de la Intendencia de Potosí, Francisco de Paula Sanz, avisándole de lo ocurrido en Buenos Aires el 22 y 23 de mayo solicitándo diera aviso a las demás autoridades. El 9 de julio, esas noticias llegaron a Lima. 
Poco después Liniers envió cartas a Paula Sanz y al virrey del Perú, José Fernando de Abascal y Sousa solicitándoles auxilios. El 17 de junio volvió a dirigirse a Abascal, asegurándole que las tropas de Buenos Aires serían fácilmente vencidas. 
El 30 de junio, Liniers envió a su hijo, el alférez de navío Luis Liniers a Montevideo para comunicar el plan de acción y pedir socorros ante el inminente desastre. Lo acompañó el rector del Colegio de Loreto, el doctor Juan Bernardo Alzugaray oriundo de Coronda, Santa Fe, donde tenía familia y contactos. Una pauta de la eficacia del servicio de inteligencia de la Junta Provisional lo dio el hecho de que, ya con fecha 10 de julio, el gobierno de Buenos Aires envió oficios al alcalde de Concepción del Uruguay, José Miguel Díaz Vélez, y al gobernador interino de Santa Fe, Pedro Tomás Larrechea, para que tomaran las medidas necesarias para aprehender específicamente a los dos enviados y remitirlos sin demora a Buenos Aires. Ese oficio llegó a Santa Fe el día 15 de julio e inmediatamente Larrenechea envió una patrulla al mando del alférez graduado Francisco Antonio Larramendi con una partida de doce hombres bien armados y municionados a recorrer la costa del Paraná desde el Paso de Santo Tomé, cerca de Santa Fe, hasta el pueblo del Rosario colocando guardias en los lugares estratégicos.
Después de pasar por Coronda, donde los parientes de Alzugaray tenían una estancia, los dos emisarios se dirigieron hacia el convento de San Lorenzo sobre el río Paraná.
El 22 de julio, Larramendi comunicó a la Junta que había tomado prisioneros a Luis Liniers y al doctor Alzugaray. A este último lo apresó el día 17 sobre el paso del río Carcarañá desde donde pensaba ir hasta Paso del Rey y cruzar el río Paraná rumbo a Montevideo. Como Liniers se había embarcado el día anterior en San Lorenzo, Larramendi se dirigió por tierra a San Nicolás de los Arroyos y subiendo a una balandra portuguesa que regresaba del Paraguay dio alcance a Liniers el día 19 en las cercanías de la desembocadura del río Uruguay. Luis Liniers pudo tirar al río los papeles que llevaba y estuvo preso en Buenos Aires hasta el 7 de octubre de 1810, fecha en la que Francisco Antonio Letamendi, por intermedio del deán Funes, entonces diputado por Córdoba, logró su libertad bajo fianza.
El 13 de julio de 1810 el virrey Abascal anunció por bando la reincorporación provisional de las intendencias de Charcas, Potosí, La Paz y Córdoba del Tucumán al Virreinato del Perú.
Esta respuesta del virrey Abascal al pedido de protección de las intendencias de Alto Perú debe comprenderse dentro del intento general del virreinato del Perú de recuperar territorios que habían estado dentro de su jurisdicción antes de los movimientos juntistas de 1809. La élite peruana nunca estuvo de acuerdo con la política borbónica del siglo XVIII que creó el virreinato del Río de la Plata. En este sentido era partidaria de la continuidad, no tanto por su lealtad al rey como por el temor a la pérdida de su poder que podía producirse por la crisis política y social de los movimientos autonomistas. Por consiguiente, la política expansiva de Abascal, que no provenía de instrucciones de la metrópoli, tenía un considerable respaldo en la élite peruana. A comienzos del año 1810, Abascal se encontró en condiciones inmejorables para expandirse hacia el Alto Perú. Disponía de un ejército importante y entrenado con relación al de 1809 como consecuencia de las revueltas en Quito y el Alto Perú. La oposición política en esas regiones había sido eliminada con expulsiones, prisión o ejecuciones. Los cargos principales de gobierno estaban ocupados por funcionarios puestos con su consentimiento, tal era el caso de Nieto, presidente de la Audiencia de Chuquisaca.
Y fue precisamente Nieto, junto con Sanz, los que solicitaron la protección del virrey frente al avance militar de la Junta provisional hacia Córdoba. Abascal, aparentando prudencia para no se acusado de “siniestras impresiones de ambición”, sometió la propuesta a “maduro examen” de una junta extraordinaria la que dictaminó a favor de la agregación de las intendencias del Alto Perú y Córdoba del Tucumán con la condición de que fuera provisoria o interina hasta que el virrey depuesto u otro gobernante designado por la corona se hiciera cargo de ellas pues solo la autoridad real podía modificar legalmente el territorio que abarcaba cada virreinato.
Ver: Bando de Abascal del 13 de julio de 1810
En los últimos días de julio, se supo en Córdoba esta decisión del virrey del Perú, tomando conocimiento también que este había desconocido a la Junta de Buenos Aires. El cabildo de Córdoba reconoció al virrey Abascal y se puso bajo la jurisdicción de la Real Audiencia de Charcas.
En el Alto Perú el general realista José de Córdoba y Rojas comenzó a reunir tropas para trasladarse a Santiago de Cotagaita.

Las qe V. S. tiene a su mando desde luego aunqe estubiesen bien armadas, qe no lo están, no son suficientes pa hacer frente á los insurgentes, y así me parece que si no logra la reunión de la Marinería, es de primera necesidad el qe se venga replegando con ella a Jujui, en donde desde luego encontrará el Regimto de Tarija, a cuio coronel Marquez del Valle de Toxo, prevengo con esta fha. marche a cubrir dicho punto y sobstener a V. S. en su retirada sin emprender acción alguna hasta qe con Tropas suficientes llegue a aquella Ciudad, mi Mayor General, el Capn de Fragata Dn José de Cordova a qn he conferido el mando gal de todas las tropas destinadas, pa puntualizar mis planes.
Carta de Vicente Nieto a Gutiérrez de la Concha

## Milicias cordobesas
El 17 de junio, desde Alta Gracia, Liniers le comunicó a Abascal que había suspendido su viaje a Potosí para solicitar y conducir socorros ya que el gobernador consideraba que su presencia en Córdoba sería más útil. Comentó que había logrado reunir cuatro cañones de la frontera y ocho que se hallaban “arrumbados” en la capital, los que pensaba reparar en ocho días, y que con la ayuda de 300 fusiles más los ríos y bosques, podía “escarmentar” a las fuerzas de Buenos Aires. El 25 de junio, envió otra carta, esta vez a José María Salazar, jefe del Apostadero de Montevideo. Haciendo uso de su mayor rango le mandó que, dado que la Junta estaba preparando una expedición de 1000 hombres, debía reunir el mayor auxilio en soldados, abastecimientos, armas, municiones y dirigirse por el Paraná hacia San Fe y de allí a Córdoba. Las autoridades de Montevideo consideraron que esta orden era irrealizable. El 8 julio, en carta a Sanz, Liniers mencionó que disponía de 700 hombres, pero solo 300 con fusiles y el resto con boleadoras, granadas de fabricación casera y lanzas. Agregó que disponía de 13 cañones y 100 artilleros Con estas fuerzas, aunque operando solo con 5 cañones de bronce, pensaba retardar el avance enemigo con acciones de guerrilla para luego retirarse hacia el norte. Hasta esa fecha creía poco probable que saliera de Buenos Aires la fuerza expedicionaria. Seis días después, en la carta a su suegro Martín de Sarratea, manifestó la inferioridad militar de sus fuerzas pero que confiaba en que Dios lo premiaría haciendo que llegaran los refuerzos necesarios a tiempo. 
A mediados de julio ya era evidente que había fracasado la movilización que se había encargado al coronel Allende. Todavía estaban frescos el maltrato y sufrimiento de los soldados que en 1806 había movilizado este mismo oficial hacia la capital para expulsar a los ingleses y que luego fueron abandonados a su suerte en Montevideo y Buenos Aires, muchos de los cuales tuvieron que recurrir al robo para volver a Córdoba. Desde entonces se utilizó todo tipo de pretexto y artilugio para eludir el alistamiento, tanto de los posibles reclutas como de los reclutadores que eran los notables locales que tampoco querían perder ese recurso humano. Esto hizo que la participación de Córdoba en la segunda invasión inglesa fuera casi nula. Pero no solo faltaron hombres, también armas, municiones y equipos de invierno. La mayoría de los reclutas nunca habían tenido un fusil en la mano.
Otro fenómeno que iba aparejado al anterior era el de la deserción. Los reclutas movilizados, mayormente a la fuerza, pese a cobrar las primas de reclutamiento y al temor a los castigos, aprovechaban cualquier oportunidad para desertar llevando en la huida armas y equipos propios y ajenos. Los mayores porcentajes se daban durante los desplazamientos, cuando se acercaban a algún poblado o cuando se enteraban de que iban a abandonar el lugar donde vivían. Según el cabildo cordobés, los milicianos del regimiento de Voluntarios de Caballería vivían en constante “zozobra” de que en cualquier momento se los pudiera alejar de sus familias y/o privarlos de sus ocupaciones.
El 25 de julio de 1810, Liniers cumplió 57 años. Ese día, el gobernador Gutiérrez de la Concha realizó una reunión para analizar el informe de una patrulla procedente de Río Tercero. Se decidió que el coronel Allende, con una fuerza de 80 fusileros y 20 lanceros fuera hacia a esa zona para proponer a las tropas de Ortiz de Ocampo que desertaran a cambio de cincuenta pesos y veinticinco más si lo hacían con fusil y municiones. Esta y otras patrullas que se enviaron no tuvieron ningún éxito. A medida que el Ejército Auxiliar del Perú se acercaba a Córdoba, la percepción de la tropa cordobesa respecto del cariz que iba tomando un posible combate aceleró las deserciones hasta reducir el ejército cordobés a solo 400 hombres mal armados. A las autoridades cordobesas no les quedó otra alternativa que abandonar la ciudad. Así lo hicieron el 31 de julio de 1810.

## Expedición del ejército auxiliar
El 14 de junio de 1810, el gobierno ordenó al coronel Francisco Ortiz de Ocampo, en su calidad de comandante general, que se pusiera en contacto con los oficiales de las fuerzas que integrarían el ejército auxiliar cuya lista se le entregó en forma separada. En la misma también se detalló los miembros que integrarían el estado mayor, capellanes, cirujanos y la artillería. Dos días después, nombró como segundo al mando al teniente coronel Antonio González Balcarce.
Una vez equipado el ejército, las tropas salieron del Retiro el 6 de julio a las dos y media de la tarde para ser revistadas el día en  Monte de Castro a tres leguas de Buenos Aires. El 12 de julio de 1810, mil ciento cincuenta hombres aproximadamente, comenzaron la marcha por la ruta a Córdoba al mando del coronel Ortiz de Ocampo.
El 8 de julio la Junta ordenó a las autoridades de Salta, Tucumán, Jujuy y Santa Fe que capturaran a los funcionarios de Córdoba si pasasen por sus jurisdicciones:

(...) manda la Junta que ponga V. S. en movimiento todo su celo y todos los arbitrios que penden de sus facultades para atajar el paso á Don Santiago Liniers, al Gobernador Concha, Obispo de Córdoba, Teniente Gobernador Rodríguez, Oficial Real Moreno y Coronel Allende. Cualquiera de estas personas que pase por esa ciudad deberá ser detenida; y remitida á esta capital con segura custodia, quedando V. S. responsable á los gravísimos males y perjuicios que causarían estos individuos si lograsen internarse, en las Provincias de arriba, si por falta de vigilancia ú oposición lo verificasen, y para que así no suceda no omitirá medio, acción ó arbitrio sea cual fuese con tal que conduzca á la ocupación de sus personas lo que á todo trance debe realizarse.

El Coronel Don Diego Pueyrredon es encargado particularmente por la Junta para este asunto; y á él franqueará V. S. todos los auxilíos que pidiese para su desempeño.
 
Dios G-.de á V S. Julio 8 de 1810.
 
Sr. Gobernador Intendente de Salta — IImo. Cabildo, Justicia, y Regmto. de Salta— ídem de Tucuman — ídem de Jujuy — Sr. Comandante de Armas de la ciudad de Santa Fe.

En la misma fecha la Junta comisionó al coronel Diego Pueyrredón para que los capturara y enviara a Buenos Aires. A tal efecto se trasladó a Jujuy, desde donde adelantó al teniente Martín Miguel de Güemes a la quebrada de Humahuaca con una partida de observación.
El 13 de julio el gobierno reiteró a la Junta de Comisión la lista de personas que debían ser apresadas y enviadas a Buenos Aires inmediatamente. También prohibió toda propuesta que pudiera provenir del obispo Orellana en caso que saliera al encuentro de la expedición y su inmediato apresamiento si tal cosa ocurriere.
Cuando el 21 de julio la expedición auxiliar llegó a la Guardia de la Esquina, ya en la jurisdicción de Córdoba, las milicias cordobesas que había reunido Liniers desertaron en masa. El 27 de julio la Junta envió una circular a los cabildos de San Luis, Santa Fe, San Juan, Mendoza, Rioja y Jujuy, en la que, anticipando la huida de las autoridades de Córdoba, ordenaba la "aprehensión de estos delincuentes" debiendo ser enviados a Buenos Aires. La circular llegó a destino mucho después de la detención de los implicados.
El 27 de julio, los líderes cordobeses decidieron adoptar el plan originario de Liniers y partir hacia el norte con cuatrocientos hombres que les quedaban de las deserciones, 9 piezas de artillería y setenta mil pesos del erario público. Salieron de Córdoba el 31 de julio en dirección al Alto Perú y esa misma noche desertó una compañía de cincuenta hombres, acentuándose la deserción en los días siguientes hasta el punto de quedar sólo una compañía de Partidarios de la Frontera. Entre el Totoral y Villa Tulumba se dispersó esa última compañía de veteranos a la vista de los jefes y durante la noche la caballada. En ese último punto se incendió el carro de pólvora y municiones y al negarse el maestro de la posta a suministrar caballos, fueron clavados los cañones y quemadas las cureñas. 
El 1 de agosto, desde Paso de Ferreyra, actual Villa María (Córdoba), Ortiz de Ocampo informó a la Junta que había recibido noticias de Faustino Allende y Ambrosio Funes de que las autoridades cordobesas habían abandonado la ciudad de Córdoba rumbo al norte.

## Captura de Liniers y sus compañeros
Una vez confirmada la partida de las autoridades de Córdoba y sus fuerzas rumbo al norte y de que no se trataba de una estratagema, el 2 de agosto, González Balcarce se adelantó con trescientos hombres a caballo en su búsqueda y en marcha forzada recuperó los seis días de marcha que en ese momento llevaban de ventaja.

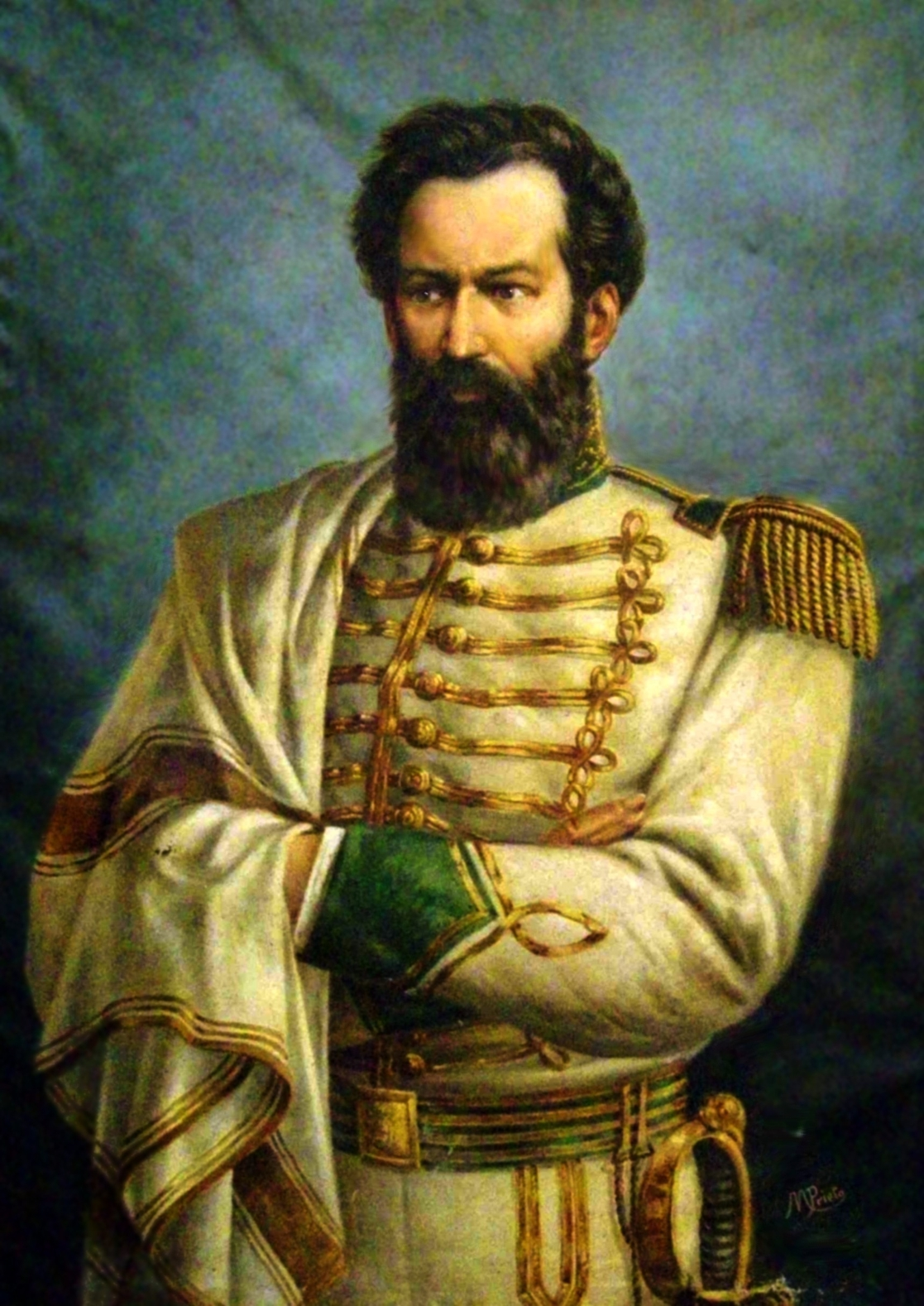
Martín Miguel de Güemes

Efectivamente, el 5 de agosto, a las ocho de la mañana, González Balcarce con sus fuerzas y caballos agotados ingresaron a la ciudad de Córdoba. Teniendo en cuenta las deserciones masivas del enemigo y las propias dificultades para conseguir caballos, Balcarce pudo y debió reducir las fuerzas que perseguirían a los fugitivos a solo 75 hombres. Esta partida, con González Balcarce al mando, salió de Córdoba dos horas y media después, dejando al resto de sus fuerzas en la ciudad.
El día 5 a la noche, cuando los fugitivos marchaban entre la posta de San Pedro Viejo y la posta Villa de María del Río Seco, a más de 180 km de la ciudad de Córdoba, los alcanzó un chasque con la noticia de que una avanzada se había desprendido del ejército para capturarlos. Los fugitivos decidieron dividirse en grupos, abandonaron los coches y continuaron a caballo junto con algunas mulas de carga, dejando en libertad para regresar a la ciudad a los pocos hombres que aún le eran fieles. Liniers, su ayudante Lavín y su capellán, el canónigo Llanos, se dirigieron al oeste hacia las sierras de Córdoba; Orellana, disfrazado de clérigo, el capellán Jiménez y otro religioso se dirigieron al este y buscaron refugiarse en la propiedad de un cura párroco, a quien dejaron mil pesos; Gutiérrez de la Concha, Rodríguez y los demás continuaron viaje por el camino de las postas. Liniers envió al clérigo García y a su oficial ayudante Miguel Sánchez Moscoso para comunicar al gobernador de Potosí lo que estaba ocurriendo pero, a pesar de que lograron llegar a Salta burlando las partidas, fueron capturados por los guardias de Diego Pueyrredón, al mando de Martín Miguel de Güemes. Puestos a disposición del gobernador de la Intendencia de Salta del Tucumán, Nicolás Severo de Isasmendi, éste los dejó continuar viaje al no hallárseles papeles comprometedores.
El día 6, a la tarde, González Balcarce llegó al punto de dispersión. Alertado por delatores de las direcciones que habían tomado los prófugos, destacó partidas en su búsqueda. Esa misma noche, dio con dos hombres que guardaban unas mulas, los que confesaron que eran de Liniers, quien se hallaba en un rancho a tres cuartos de legua de allí. Destacó hacia allí un piquete que comandaba su ayudante de campo José María Urien, que capturó a Liniers en la estancia de Piedritas (cerca de Chañar). El día 7 fue capturado Orellana por el alférez Rojas, a ocho leguas de donde se halló a Liniers. Los prisioneros fueron maltratados y humillados por los oficiales. Urien, además, se apoderó del equipaje y joyas de Liniers, siendo posteriormente procesado por todos estos delitos. En la travesía de Ambargasta el teniente Albariño capturó a Gutiérrez de la Concha, Allende, al asesor Rodríguez y al primer oficial mayor Moreno. Este último llevaba treinta mil pesos fuertes retirados del erario público de Córdoba, que desaparecieron luego de confiscados.
El 7 de agosto, desde Pozo del Tigre, González Balcarce informó a Ortiz de Ocampo que iba a reunir a los prisioneros para que puedan ser enviados, sin hacer rodeos, ya sea a Buenos Aires o a la ciudad de Córdoba “según lo más conveniente”.

## Fusilamiento de Liniers
El 8 de julio, en oficio a Diego Pueyrredón, el gobierno había ordenado que los que se opusieran a ella fueran remitidos a Buenos Aires. Sin embargo, veinte días después la Junta en pleno decidió el fusilamiento de los cabecillas cordobeses. Sólo Manuel Alberti, por ser sacerdote, no firmó la orden.

Reservada. Los sagrados derechos del Rey y de la Patria, han armado el brazo de la justicia y esta Junta, ha fulminado sentencia contra los conspiradores de Córdoba acusados por la notoriedad de sus delitos y condenados por el voto general de todos los buenos. La Junta manda que sean arcabuceados Dn. Santiago Liniers, Don Juan Gutiérrez de la Concha, el Obispo de Córdoba, Dn. Victorino Rodríguez, el Coronel Allende y el Oficial Real Dn. Joaquín Moreno. En el momentó que todos ó cada uno de ellos sean pillados, sean cuales fuesen las circunstancias, se ejecutará esta resolución, sin dar lugar á minutos que proporcionaren ruegos y relaciones capaces de comprometer el cumplimiento de esta orden y el honor de V. E. Este escarmiento debe ser la base de la estabilidad del nuevo sistema y una lección para los gefes del Perú, que se avanzan á mil excesos por la esperanza de la impunidad y es al mismo tiempo la prueba de la utilidad y energía con que llena esa Espedicion los importantes objetos á que se destina.

La orden le llegó a Ortiz de Ocampo cuando estaba muy cerca de Córdoba e inmediatamente la retransmitió a González Balcarce que estaba buscando a los fugitivos muy cerca de los limites con Santiago del Estero. 
Cuando Gregorio Funes se enteró de la captura de Liniers y sus acompañantes, se entrevistó con Vieytes para sugerirle que los prisioneros no deberían ser trasladados a la ciudad de Córdoba donde seguían teniendo un gran ascendiente. Vieytes respondió que no se preocupara porque iban a ser ejecutados de manera inmediata. Funes no pudo disuadirlo de demorar esa orden. Esa noche, su hermano Ambrosio le comentó que Ortiz de Ocampo no estaba muy lejos de aceptar la postergación de la medida siempre que Vieytes también aceptara la idea por lo que Gregorio Funes volvió a reunirse con Vieytes logrando esta vez la suspensión y el traslado de los prisioneros hacia Buenos Aires. Los hermanos Funes se adjudicaron la autoría de la postergación e incluso de haberle salvado la vida al obispo Rodrigo Antonio de Orellana. En su oficio a la Junta Provisional Gubernativa del 10 de agosto de 1810, donde explicaba los motivos del incumplimiento de la orden, Ortiz de Ocampo no mencionó a los hermanos Funes.
Años después, Funes describió de distintas formas el efecto que le produjo aquella noticia: en 1817 sostuvo que luego de la “sorpresa” y “aflicción” pensó que la medida era en general “atroz” y, en particular, “sacrílega” porque una de las victimas era un obispo [Orellana]; “peligrosa” porque podía afectar la lealtad hacia el gobierno de Buenos Aires de los familiares y amigos de los condenados; y, finalmente, contraria al criterio ético de “humanidad”. En 1822 solo mencionó el criterio de “humanidad”. En 1826, escribió que la noticia lo “estremeció” porque era “cruel” e “impolítica” dado que “iba a dar a la revolución(sic) un carácter de atrocidad e impiedad”.
Tres horas después de comunicar la orden de la Junta, Ortiz de Ocampo despachó otro mensajero a González Balcarce para que suspendiera la ejecución una vez que capturara a los fugitivos. Pesaba también el hecho de que Ortiz de Ocampo había sido compañero de armas de Liniers durante las Invasiones Inglesas. También Balcarce había estado a las ordenes de  Liniers cuando éste se hizo cargo, de manera interina, de la gobernación de las Misiones. En aquel entonces, el capitán de blandengues González Balcarce estaba a cargo de la defensa de la frontera hispano-portuguesa de los pueblos misioneros. En una carta dirigida al virrey del Pino el 20 de enero de 1804, Liniers protegió al joven oficial y ponderó la dedicación, inteligencia y conocimientos militares que tenía.
Ortiz de Ocampo decidió enviar a los prisioneros a Buenos Aires, escribiendo a la Junta el 10 de agosto:

Como uno de los más firmes apoyos del actual Gobierno y de la Expedición auxiliadora, es la adhesión y amor de estos pueblos, es absolutamente indispensable no chocar descubiertamente la opinión pública. Las preocupaciones que aun prevalecen en ellos en las materias de religión principalmente, han producido á nuestra vista el más declarado sentimiento con solo la presunción de que el Obispo sería una de las víctimas de nuestras fuerzas. Los más de los delincuentes enlazados en esta ciudad con los vínculos más estrechos, serían llorados por aquellos mismos que acaban de hacer los mayores esfuerzos por auxiliarnos, y entran con nosotros á la parte en la gloria de su aprehensión. La mayor parte de este pueblo se cubriría de luto, y de este modo previniéndonos en todas las ciudades la consternación y el temor, no hallaría entrada en los corazones de esos habitantes la alegría y el regocijo que debíamos esperar. Los dominaría la fuerza y no el amor, que es por tanto título la base más segura para cimentar el nuevo sistema de gobierno y el inevitable escollo en que debe estrellarse la esperanza de la Exma. Junta. (...) Jamás se hubiera separado esta Junta [de Comisión] un solo instante de las medidas y órdenes de V. E. si por el convencimiento íntimo de los males que traía aparejados su ejecución, no se hubiera visto en la indispensable justa precisión de atemperar á las circunstancias, que inevitablemente le han conducido, á su pesar, á suspender en esta parte el justo ejercicio de la justicia, que el brazo de V. E. había casi descargado contra los más criminosos conspiradores de la tranquilidad y sosiego de la América. (…)
(Biblioteca de Mayo tomo XVIII, 1966, p. 16375)

Entre el 11 y el 12 de agosto, González Balcarce recibió en el Totoral la orden de Ortiz de Ocampo de remitir a los prisioneros con una escolta a Buenos Aires sin pasar por Córdoba. El 19 de agosto, esa escolta de cincuenta hombres quedó al mando del capitán Manuel Garayo, que sustituyó a Urien.
La carta de Ortiz de Ocampo del día 10 llegó a Buenos Aires el día 17 provocando alarma entre los miembros de la Junta ya que el cambio de órdenes implicaba recibir a Liniers en la capital que lo tenía por un héroe lo que podía suponer un gran peligro para el gobierno. Ese mismo día, afectado por la noticia, Moreno escribió a Chiclana, gobernador interino de Salta:

(...) Después de tantas ofertas de energía y firmeza pillaron nuestros hombres a los malvados, pero respetaron sus galones y cagándose en las estrechísimas órdenes de la Junta, nos los remiten presos a esta ciudad. No puede usted figurarse el compromiso en que nos han puesto y si la fortuna no nos ayuda, veo vacilante nuestra fortuna por este solo hecho. ¿Con qué confianza encargaremos obras grandes a hombres que se asustan de su ejecución? ¿Qué seguridad tendrá la junta en unos hombres que llaman a examen sus órdenes, y suspenden la que no les acomoda? Preferiría una derrota a la desobediencia de estos jefes (…)
(Revista de la Biblioteca Nacional, 1945, p. 45-46)

Con fecha 18 de agosto, la Junta envió a la Junta de Comisión del ejército auxiliar un apercibimiento por incumplimiento de sus ordenes, permitir la injerencia de terceros, pese a su expresa prohibición, y no mantener el secreto de sus operaciones:

Reservada. Ha sido muy sensible á esta Junta la resolución que tomó V. E. en orden á los reos de Córdoba, y que comunica en oficio de 10 del corriente. Los compromisos que ha producido á este gobierno, habrian hecho balancear su firmeza, sino se hubiesen expedido felizmente providencias capaces de allanar el contraste en que se ha visto; pero no será igualmente fácil reparar el descrédito que ha resultado, al ver que los Jefes de esa expedición han atropellado las órdenes de esta Junta, dando entrada á consideraciones que se habian mandado anteriormente no fuesen escuchadas. La obediencia es la primera virtud de un General y la mejor lección que ha de dar á su ejército, de la que debe exijirle en el acto un combate. (…) La Junta espera que la amargura ocasionada por este procedimiento será satisfecha con una puntual ejecución de cuando ella ordene en lo sucesivo; y que las órdenes no sufrirán el examen y desaire, que en esta ocasión han padecido.
(Biblioteca de Mayo tomo XVIII, 1966, p. 16380)

Por orden del gobierno, Castelli partió de Buenos Aires llevando a Nicolás Rodríguez Peña como su secretario, a su antiguo cliente Diego Paroissien como médico de campaña y a Domingo French al mando de un destacamento de cincuenta soldados del regimiento Estrella con el que salieron reventando caballos al encuentro de los prisioneros, con orden terminante de fusilarlos. 
Según Manuel Moreno, hermano de Mariano, éste le habría dicho a Castelli:

Vaya usted y espero que no incursione en la misma debilidad que nuestro general; si todavía no se cumple la determinación tomada, irá el vocal Larrea, a quien pienso no faltará resolución, y por último iré yo mismo si fuese necesario (…)
(Biblioteca de Mayo tomo II, 1960, p. 1248-1250)

El 26 de agosto, French encontró a Garayo y los prisioneros en la Esquina de Lobatón, donde habían pasado la noche, y tomó el mando de la escolta y continuó el viaje hasta dos leguas de la posta de Cabeza de Tigre, en el sudeste de Córdoba (cerca de la actual Los Surgentes), en donde los esperaba el coronel Juan Ramón Balcarce, quien hizo detener allí a los criados con los equipajes en tanto los prisioneros siguieron hacia el Monte de los Papagayos, situado en las cercanías. Allí se hallaba Castelli con Rodríguez Peña y una compañía de húsares. Castelli les leyó la sentencia de muerte, que se haría efectiva cuatro horas después: como resultado fueron fusilados Liniers, Gutiérrez de la Concha, el asesor legal Victorino Rodríguez, el coronel de milicias Santiago Allende y el tesorero Joaquín Moreno, perdonándose al obispo Orellana, quien fue enviado preso a Guardia de Luján. A French le tocó dar el tiro de gracia a Liniers. 
Los cadáveres fueron enterrados en una fosa común cerca de la iglesia de Cruz Alta. Según un testigo presencial tres en una determinada posición y arriba de ellos los otros dos en forma cruzada lo que se corroboró cincuenta y dos años después cuando fueron exhumados. Los huesos mezclados y muy deteriorados impidieron la identificación por lo que fueron colocados todos juntos en una caja y enviados a Paraná
El jueves 11 de octubre, más de un mes después de haberlo firmado, el gobierno publicó, en la Gaceta de Buenos Aires, un largo comunicado explicando los motivos del fusilamiento. Con el título de “Manifiesto de la Junta” y la firma al pie de Saavedra y Moreno, el texto ocupó todas las 15 hojas del periódico de aquel día:

[...] Todos ellos o por las leyes del nacimiento o por el antiguo goce de empleos distinguidos, o por una larga serie de grandes beneficios debían preferir la pérdida de su propia existencia a el horrendo proyecto de ser agentes de las calamidades y ruinas de estos pueblos. Ellos rompieron los vínculos más sagrados que se conocen entre los hombres, y se presentaron a vuestra vista unos enemigos tanto más dignos de vuestro odio, quanto habían participado de vuestra veneración y confianza. Un eterno oprobio cubrirá las cenizas de D. Santiago de Liniers y la posteridad más remota verterá execraciones contra ese hombre ingrato que por voluntaria elección, tomó a su cargo la ruina y exterminio del pueblo a que era deudor de los más grandes beneficios […].
(Gaceta de Buenos Aires, 1810, p. 301-302 N° 19 11 octubre)

## Intervención en Cordóba
El 3 de agosto, la Junta Provisional Gubernativa designó a Juan Martín de Pueyrredón gobernador interino de la gobernación intendencia de Córdoba. En el documento pertinente, con letra de Moreno, figura tachado el nombre del coronel de Húsares Martín Rodríguez y, agregado en reemplazo, el nombre de Pueyrredón.
Esta decisión tomada en Buenos Aires se adelantó a la intención de Ortiz de Ocampo de ubicar en ese cargo al Deán Funes, según lo expresó en su oficio del 11 de agosto a la Junta. Para cumplir con lo solicitado por Buenos Aires, el 17 de agosto, el cabildo cordobés, seleccionado convenientemente y resguardado por el “sable libertador”, eligió, por su “patriotismo y literatura”, al Deán Funes cómo diputado para representar a la gobernación intendencia de Córdoba ante el congreso a reunirse en Buenos Aires. Si bien se fijó a Funes una dieta de 3000 pesos anuales, cifra equivalente a la remuneración de los vocales de la Junta, solicitó al cabildo que adicionalmente lo eximieran de aportar los 500 pesos anuales que él había instituido oportunamente para crear y sostener una catedra de matemáticas que él mismo ejerció y cobró. Justificó su pedido diciendo que ahora, no solo debía abandonarla, sino que tendría mayores gastos en su nueva función en Buenos Aires.
Pueyrredón llegó a Córdoba el dia 14, se presentó ante el cabildo el dia 15 y por un olvido juró el dia 16. En su oficio a la Junta propuso un plan de pacificación que comenzaría con la publicación de un perdón general, es decir, permitir la entrada de la “piedad” para “borrar manchas en gran parte involuntarias”. Respecto de la orden de embargar los bienes de los conspiradores se vio favorecido en su propósito porque esa tarea ya lo había realizado Ortiz de Ocampo que también se hizo cargo, el 13 de agosto, de erradicar del cabildo a seis funcionarios: el alcalde de primer voto García de la Piedra, al regidor propietario fiel ejecutor Gache, al regidor alférez real Baró, al regidor defensor de menores Guardado, al regidor llano Cires y al sindico procurador Pérez Mier. 
No obstante, desde Buenos Aires, volvieron a reclamar que siguieran con los embargos, esta vez para recuperar los más de 77500 pesos que se habían dilapidados durante la resistencia. Parte importante de esa suma lo había retirado el tesorero Moreno cuando abandonaron Córdoba rumbo al Alto Perú pero desaparecieron luego de su captura. El 23 de agosto, Ortiz de Ocampo, siguiendo las instrucciones de la Junta Provisional, pidió al cabildo con carácter de retorno, un empréstito de 12000 pesos. El diputado de comercio Lorenzo Maza elaboró una lista de comerciantes y los montos que podían aportar lo que produjo enorme enojo en casi todos los miembros del cabildo que lo intimaron para que en dos días presente una nueva. De esta manera se pudo conseguir que 28 comerciantes aportaran 9134 pesos más 660 pesos que otros cinco comerciantes donaron sin cargo de devolución. Ortiz de Ocampo se apropió además de 11300 pesos que pertenecían a la cofradía de los Santos Lugares de Jerusalén en poder del comerciante Juan Bautista Echevarría. Existieron otros donativos hechos por el vecindario en los que figuró Ambrosio Funes con 39 pesos.
Desde el inicio las llamadas “primeras personas” se habían decidido por la legítima autoridad existente en el virreinato, sin embargo, no era menos cierto que la mayoría mantendría esa posición “siempre que la fuerza no les obligare a una indecorosa subordinación”. 
Así, importantes miembros de la elite sobremontista lograron reacomodarse a las nuevas circunstancias. El 30 de junio se citó a declarar a Josefa González, la esposa de José Javier Díaz y cuñada de García de la Piedra, por expresiones vertidas en su casa sobre “patricios” y “europeos”, en un clima donde corrían rumores contra el gobernador intendente. El 31 de julio, fue el estanciero José Javier Díaz quien quedó al mando de la plaza militar por designación de Gutierrez de la Concha.  Esto le facilitó cambiar de bando aportando importantes recursos a la expedición auxiliadora.
Así logró ganarse la confianza de Pueyrredón quien, en retribución, con fecha 7 de septiembre, envió una recomendación a la Junta resumiendo sus méritos. El 27 la Junta respondió que modificaba el concepto que tenía de él por lo que ordenaba que no debía ser molestado. Díaz aprovechó la oportunidad para gestionar el perdón de su cuñado, el alcalde De la Piedra que estaba muy comprometido con el gobierno anterior hasta el punto de que pesaba sobre él una orden de la Junta del mes de julio de que lo remitieran preso a Buenos Aires. Finalmente fue indultado el 30 de septiembre mediante el pago de 6000 pesos en “plata sellada”. A diferencia de Díaz, que tendría una larga carrera, De la Piedra no volvió a la política. Otro capitular que estaba en la misma situación y que actuó de acuerdo con él fue Francisco Pérez Mier quien, según Ambrosio Funes, pertenecía al “partido dominante”. El 17 de agosto, en la víspera de ser enviado a Buenos Aires, un grupo de vecinos, clero, claustro de la universidad y el propio Deán Funes concurrieron a la casa de Pueyrredón pidiendo su perdón. A mediados de septiembre la Junta Provisional Gubernativa lo incluyó en la lista de los favorecidos por el indulto del 16 de agosto, pero con la prohibición de ocupar cargos públicos en el futuro. Otros no tuvieron la misma suerte y fueron trasladados a Buenos Aires y a Carmen de Patagones.
Una prueba de los estrechos lazos existentes en Córdoba entre lo seglar y lo eclesiástico, o lo que es lo mismo, de la permanencia a comienzos del siglo XIX de una sociedad de tipo colonial, fue la detención, con gran publicidad para que sirviera de ejemplo, de fray Felipe Baltazar de San Miguel, presidente del Hospital Betlemítico; el confinamiento a San Luis del canónigo Llanos más la necesidad de otras deportaciones de religiosos a Salta y La Rioja. Pueyrredón logró desmantelar así el remanente visible de ese sector opositor al movimiento juntista porteño.
Un daño colateral de los fusilamientos fue el total abandono en que quedaron los cuatro hijos pequeños del tesorero Joaquín Moreno que habían perdido a su madre meses antes. Sin parientes a quien recurrir, habían quedado a cargo de una vieja criada que pedía limosna en las calles y templos para alimentarlos. Pidieron ayuda a Pueyrredón quien inmediatamente los asistió de su bolsillo rechazando la sugerencia de la Junta de Comisión de utilizar los bienes embargados al difunto padre. Luego, por medio de una emotiva nota solicitó ayuda a la Junta. Al recibirla, el doctor Moreno escribió en el margen: “Por pura consideración de equidad, se declara la asignación de trescientos pesos anuales de alimentos, sobre el ramo de vacantes mayores y menores […]” y la reenvió a Córdoba para su ejecución.
Diferente fueron las vicisitudes de la esposa de Gutierrez de la Concha. El 16 de agosto, funcionarios enviados por la Junta de Comisión ingresaron al domicilio de Petrona Irigoyen y embargaron indiscriminadamente todos los bienes allí existentes. Días después viajó con sus cuatro hijos pequeños a Buenos Aires, a la casa de su madre, asumiendo que su marido sería conducido hacia allí. El 14 de octubre de 1810, en carta a su apoderado Narciso Lozano, le manifestó que estaba enferma, que por esa razón se había trasladado a San Fernando de Bella Vista y que aun no sabía nada de su marido, pese a que las primeras noticias habían llegado a Colonia a principios de septiembre llevadas por viajeros que partieron de Buenos Aires. También era cierto de que el gobierno de Buenos Aires había prohibido se realizaran exequias en las iglesias o vestir luto por los condenados.  En septiembre de 1811, Petrona Irigoyen seguía en una situación precaria pagando deudas que suponía satisfechas pero que no podía demostrar por tener secuestrados todos sus papeles. Luego de vender bienes desembargados de su marido pero que le pertenecían por constituir su dote, más la ayuda de sus hermanos, viajó a Montevideo el 21 de noviembre de 1813 y al año siguiente se trasladó a España. Como no pudo recuperar los documentos personales que le fueron confiscados, para poder obtener la pensión del gobierno español y para que sus hijos siguieran la carrera militar tuvo que solicitar certificados de casamiento, nacimiento de sus hijos, ascensos y muerte de su esposo, etc. recurriendo a diferentes testigos entre los que figuraron Goyeneche, Cisneros y León Altolaguirre.

## Partida del ejército auxiliar
Por nota del 17 de agosto, el gobierno ordenó a Balcarce que saliera hacia Tupiza con 500 hombres y 4 cañones donde debía mantenerse hasta "la llegada del grueso del ejército […] tomando las preocupaciones y fortificación que enseña el arte". Balcarce recién partió hacia su objetivo el primero de septiembre. Por otra parte, a Ortiz de Ocampo se le ordenó que fuera a Salta y a Vieytes a Tucumán para "reunir a todos los hombres aptos" de la zona.
Luego el ejército continuó la marcha en dirección a Santiago del Estero en donde Ortiz de Ocampo quedó reuniendo tropas mientras González Balcarce continuó su avance hacia Salta.
El ejército comenzó a salir de Córdoba rumbo a Santiago del Estero, continuando en los días siguientes en grupos de cien hombres, hasta que el día 11 salió el último grupo con el comandante Ortiz de Ocampo

## Versión audible
- Datos: Q6554161